# Kino „Palladium”
Kino „Palladium” – kino mieszczące się przy ulicy Złotej 7/9 w Warszawie, funkcjonujące do końca lat 90. XX wieku.

## Opis
Kino mieściło się w budynku wzniesionym w latach 1935–1937 według projektu architekta Edwarda Ebera dla włoskiej spółki Assicurazioni Generali Trieste. Gmach ma sześć pięter. Na górnych piętrach mieściły się mieszkania, na dole zaś – sala kinowa, teatrzyk, lokale użytkowe (m.in. bar na Antresoli) i kluby.
Podczas okupacji Niemcy zmienili nazwę kina na Helgoland i przekształcili go w instytucję nur für Deutsche. 
W czasie powstania warszawskiego dzięki operatorom filmowym Biura Informacji i Propagandy wyświetlono w dniach 13, 21 sierpnia i 21 września trzy powstańcze kroniki filmowe pod wspólnym tytułem Warszawa walczy, ukazujące walki w stolicy. Po zniszczeniu 4 września hotelu „Victoria” przy ul. Jasnej 26, do budynku, w którym mieściło się kino, przeniósł się sztab komendanta Okręgu Warszawskiego AK płk. Antoniego Chruściela ps. „Monter”.
Kino uruchomiono ponownie w styczniu 1947. Wyświetlono wtedy nowy polski film Zakazane piosenki.
Kino zostało zamknięte ok. 2000. W 2006 budynek został przejęty przez Fundację na rzecz Studentów i Absolwentów Uniwersytetu Warszawskiego „Universitatis Varsoviensis”, która zarządza uruchomionym w nim klubem Palladium. W związanym z Uniwersytetem Warszawskim klubie odbywają się koncerty i spektakle dramatyczne zapraszanych artystów oraz Teatru Hybrydy.

## Upamiętnienie
Kino zostało upamiętnione na wystawie stałej w Muzeum Powstania Warszawskiego.
W sierpniu 2014 przy wejściu do dawnego kina odsłonięto tablicę upamiętniającą wyświetlenie filmu Warszawa walczy.